# Ulf Aminde
Ulf Aminde (* 1969 in Stuttgart) ist ein in Berlin lebender Künstler und Professor an der Kunsthochschule Berlin-Weißensee.

## Biografie
Aminde ist der Sohn des Architekturprofessors Hans-Joachim Aminde aus Stuttgart. Er studierte Bildende Kunst an der Universität der Künste Berlin (UdK) bei Lothar Baumgarten und erhielt 2004 seinen Meisterschülerabschluss. Er lebt mit der Autorin Svenja Leiber zusammen, mit der er auch künstlerisch zusammenarbeitet.

### Arbeit
Amindes künstlerische Praxis erörtert gesellschaftlich relevante Fragestellungen mittels Fotografie, Zeichnung, Videokunst und der Performance. Insbesondere in seiner performativen Arbeit erzeugt er, in der Auseinandersetzung mit unterschiedlichen gesellschaftlichen Gruppierungen, Bilder, die immer wieder den Wunsch nach Gemeinschaftsbildung erzeugen. In den auf Kollaborationen angelegten Arbeiten reflektiert Aminde auch seine eigene Position als Autor, Initiator und Künstler. Somit werden in seinen „sozialen Maschinerien und Komplizenschaften“ (Aminde) notwendigerweise auch Fragen nach dem Verhältnis des Einzelnen in Bezug zu einer Gemeinschaft thematisiert. Auf der Berlin Biennale 2006 zeigte er seine Filminstallation „Das Leben ist kein Wunschkonzert“, in der er die Aufnahmen von verschiedenen Straßenmusikern, die jeweils nur einen einzigen Ton spielen, auf zwölf Monitoren zu einem Orchester zusammenbringt. Im selben Jahr wurde er für „Straße ist Straße und keine Konzeptkunst“ mit dem Autoren- und Produzentenpreis des Jungen Theaters Bremen ausgezeichnet.
Seine jüngeren Arbeiten beschäftigen sich mit kritischer Erinnerung. In Köln entwickelt er ein filmisches und durch den Einsatz von Augmented Reality auch partizipatives Denkmal zur Erinnerung an die rassistischen Anschläge des terroristischen NSU-Netzwerks in der Probsteigasse und Keupstrasse. Das Konzept basiert auf einer Idee, die er mit seiner Lebensgefährtin Svenja Leiber entwickelt hat und auf vielen Gesprächen mit Bewohnern, Betroffenen und solidarischen Initiativen aufbaut. Die Umsetzung erfolgt zusammen mit den Direktbetroffenen der Anschläge, weiteren Betroffenen von Rassismus, Anwohnern und solidarischen Initiativen. Nachdem 7 Jahre lang die Eigentumsverhältnisse des von den Betroffenen gewünschten Standortes den Bau des Mahnmals verhindert haben, ist trotz dem Eigentümerwechsel des Grundstückes und einer in der Presse angekündigten Realisierung des Erinnerungsortes weiterhin unklar, wann er gebaut werden kann.
2020 realisierte er mit dem Autor und Kurator Manuel Gogos und Svenja Leiber das erste transnationale Denkmal für Migration, STRASSE DER ARBEIT – Denkmal der Migration.
An der Kunsthochschule Berlin-Weißensee initiierte er 2016 insbesondere die „*foundationClass“ für Künstler und Designer, die aus ihren Heimatländern fliehen mussten und von Rassismus betroffen sind. Das unabhängig daraus hervorgehende „*foundationClass*collective“ wurde zur documenta fifteen eingeladen. Ulf Aminde co-leitete die „*foundationClass“ bis 2022 mit Miriam Schickler (2016–2020), Yemisi Babatola (2020–2023) und Katharina Kersten (2019–2023).

## Auszeichnungen, Stipendien und Ausstellungen (unvollständig)
Auszeichnungen und Stipendien
- 2003 Helmut-Thoma-Preis
- 2004 Nafög Stipendium
- 2006 Autoren- und Produzentenpreis des Jungen Theaters Bremen, Bremen
- 2008 Stiftung Kunstfonds Bonn, Arbeitsstipendium
- 2010 Berliner Senat Arbeitsstipendium
- 2017 Berliner Senat Recherstipendium
- 2020 Kulturakademie Tarabya in Istanbul

Einzelausstellungen (Auswahl)
- 2005/06 The survival of the fittest Kunstverein Wolfsburg und Kunstraum München
- 2007 Straße ist Straße und keine Konzeptkunst Gesellschaft für Aktuelle Kunst (GAK), Bremen
- 2008 Ruhe und Ordnung JET Berlin
- 2008 Life is not a listener’s request programm Schlechtriem, New York
- 2008 zusammenrotten, Schlechtriem Brothers Berlin
- 2010 the hidden chapters of my lost insistence Kunstverein Arnsberg
- 2011 learning from big mistakes Galerie Tanja Wagner Berlin
- 2012 der Noth gehorchend, nicht dem eignen Trieb Kunstverein Heidelberg
- 2013 the weight Galerie Tanja Wagner Berlin
- 2013 don’t fuck with my name (hacking the curator) mit Sabine Reinfeld, Kunst-Werke Berlin KW Institute for Contemporary Art
- 2016 we are collectively working on something like this, but not like this, but about something else but kinda about the same thing. soon. Galerie Tanja Wagner, Berlin
- 2016 The School of no return WEST, Den Haag
- 2019 Das Mahnmal für die Opfer des NSU in Köln Museum Ludwig, Köln
- 2019 deutsche Wohnen – eine Filmoper (mit Christoph Grund) Kunst im Stadtraum am Hansaplatz, Berlin

## Publikationen und Kataloge (unvollständig)
Publikationen
- 2005: the survival of the fittest, Kunstverein Wolfsburg
- 2009: Ruhe und Ordnung, Argobooks, Berlin 2009, ISBN 978-3-9812552-7-0
- 2011: miserere, Argobooks, Berlin 2011, mit einem Text von Felix Ensslin, ISBN 978-3-942700-15-3
- 2021: (Co-Autor) *foundationClass - THE BOOK, nGbK, Berlin 2022, ISBN 978-3-938515-83-9